# Europäisches Lautenorchester

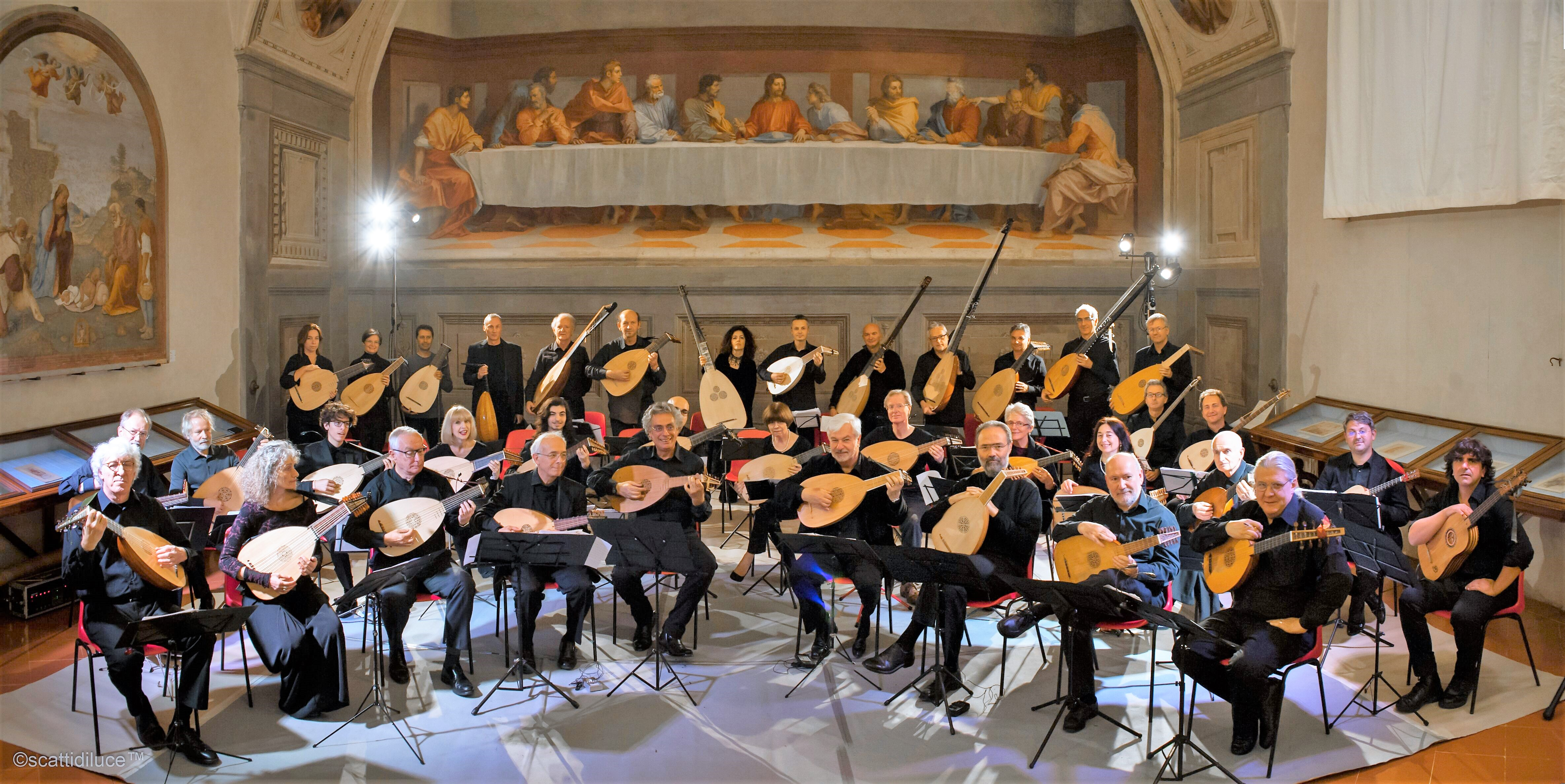
Europäisches Lautenorchester – Florenz 2015

Das Europäische Lautenorchester (European Lute Orchestra) (ELO) ist ein Ensemble, das sich aus Zupfinstrumenten der Lautenfamilie (Renaissance-Lauten unterschiedlicher Größe und Tonhöhe, Erzlauten, Theorben, Colascioni, Renaissancegitarren) zusammensetzt.
Das Zusammenwirken verschiedener Lauteninstrumente ist eine klangliche Besonderheit und die stattliche Anzahl von etwa 40 Lautenisten macht das ELO zu einer einzigartigen Formation.

## Geschichte
2012 wurde das ELO mit Unterstützung der englischen und der italienischen Lautengesellschaft gegründet. Die etwa 40 Mitspieler kommen aus Italien, England, Frankreich, Deutschland, Spanien, Polen, und der Schweiz. Zur Aufführung werden vor allem Musik aus der späten Renaissance und dem frühen Barock gebracht.
In den Jahren seit seiner Gründung trat das Ensemble in historischen Konzertsälen auf, wie dem Teatro Olimpico in Vicenza, dem Oratorio San Filippo Neri und dem Saal des Achiginnasio in Bologna, dem Museum Andrea del Sarto in Florenz und 2016 in der Great Hall des Durham Castle in England. Im Juni 2017 gastiert das Orchester beim Europäischen Festival der Laute in Füssen.
Für das ELO hat Gian Luca Lastraioli einige Stücke rekonstruiert und arrangiert, eine Sammlung der bekanntesten Werke der Renaissance aus der musikalischen Tradition Italiens, Englands, Deutschlands und Frankreichs. Dies sind Melodien und Themen, die jeder Tänzer und Zuhörer der damaligen Zeit als „Evergreens“ gekannt hat.

## Leitung
Dirigent und künstlerischer Leiter des Orchesters ist Gian Luca Lastraioli, ein Lautenist und Theorbist, Dozent am Conservatorio di Parma und an der Scuola di Musica di Fiesole.

## Historisches
Eine solche Zusammensetzung von Zupfinstrumenten spiegelt die Ensembles wider, die im 16. und 17. Jahrhundert an den wohlhabenden und kulturbeflissenen europäischen Fürstenhöfen im Dienst standen wie beispielsweise in Florenz, Paris, London.
Lautenensembles haben eine lange Geschichte. Ihre Größe reichte von nur einer Hand voll Zupfinstrumenten in einer Gruppe, über Trios und Quartette bis zu Formationen von etwa 20 Spielern. Diese größeren Ensembles (grande gruppo di liuti) waren gefragt und wegen ihrer Größe waren sie sehr kostenintensiv. Nur die größten und wohlhabendsten Fürstenhöfe Europas konnten es sich leisten, ein solches Ensemble bei sich in Diensten zu haben. Zum Beispiel waren am französischen Hof bei der pompösen Aufführung der „Ballets de Cour“ eine große Menge Lauteninstrumente mit dabei. In England spielte eine „big band“ von Lauten in den „Masques“. In Italien war eine große Gruppe Lautenisten im Dienste des Medici-Hofes in Florenz. Der Lautenist und Komponist Lorenzo Allegri leitete das florentinische Lautenensemble, das Teil eines der größten musikalischen Spektakel des späten 16. Jahrhunderts war, den Intermedien für La Pellegrina (1589). Ende des 17. Jahrhunderts schwand nach und nach das Interesse an diesen großen Lautenensembles und damit auch ihre Praxis, die meist auf Improvisation und mündlicher Überlieferung basierte.